# Chroustov (Bohdalov)
Chroustov (německy Chroustow) je vesnice, místní část obce Bohdalova v kraji Vysočina, v jižní části okresu Žďár nad Sázavou na hřebeni Arnoleckých hor pod nejvyšším vrcholem Havlinou (706 m n. m.). Obec se nachází v nadmořské výšce 660 m n. m. V obci se nachází velká pila.

## Název
Název vesnice (první doklad 1353: Chrustow) byl odvozen od osobního jména Chrúst (totožného s obecným chrúst - "brouk") a znamenalo "Chrústův majetek".

## Historie
Obec pravděpodobně založilo měřínské proboštství. V roce 1464 získal ves s tvrzí Půta Šabart z Rudolce a ves tak spojila svůj osud s Rudolcem, jehož panská vrchnost zde měla právo jmenovat rychtáře, mezi známé patří roku 1579 Klinkáček, roku 1699 Blažek, v roce 1670 Musil a roku 1765 Krejčí. Škola zde byla založena v roce 1893, sbor dobrovolných hasičů roku 1928.
| Rok            | 1869 | 1880 | 1890 | 1900 | 1910 | 1921 | 1930 | 1950 | 1961 | 1970 | 1980 | 1991 | 2001 |
| -------------- | ---- | ---- | ---- | ---- | ---- | ---- | ---- | ---- | ---- | ---- | ---- | ---- | ---- |
| Počet obyvatel | 256  | 282  | 282  | 286  | 310  | 313  | 262  | 180  | 223  | 229  | 210  | 216  | 206  |

## Pamětihodnosti
- kaple svatého Cyrila a Metoděje, na návsi
- kamenný kříž z roku 1849

## Galerie

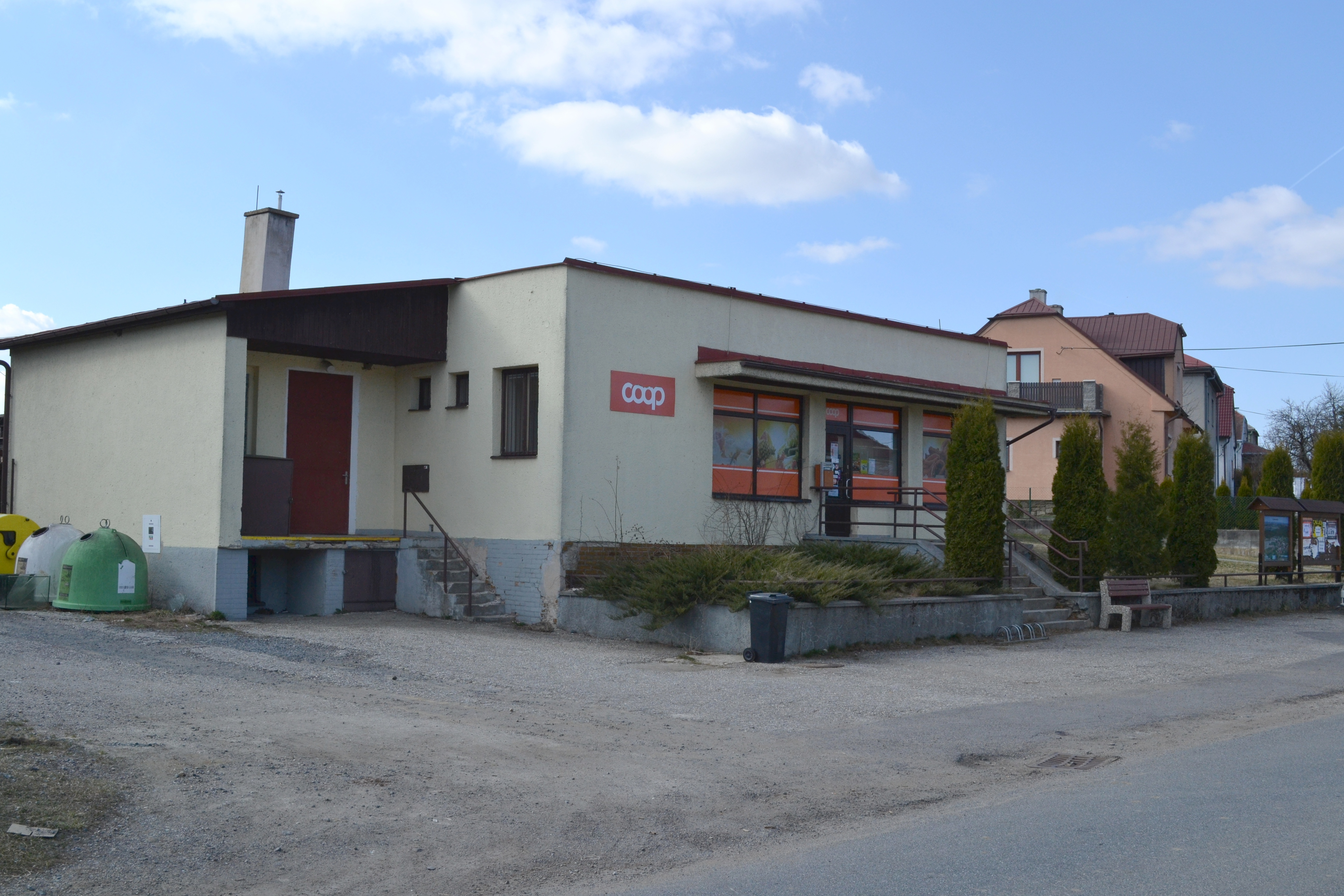
obchod Coop
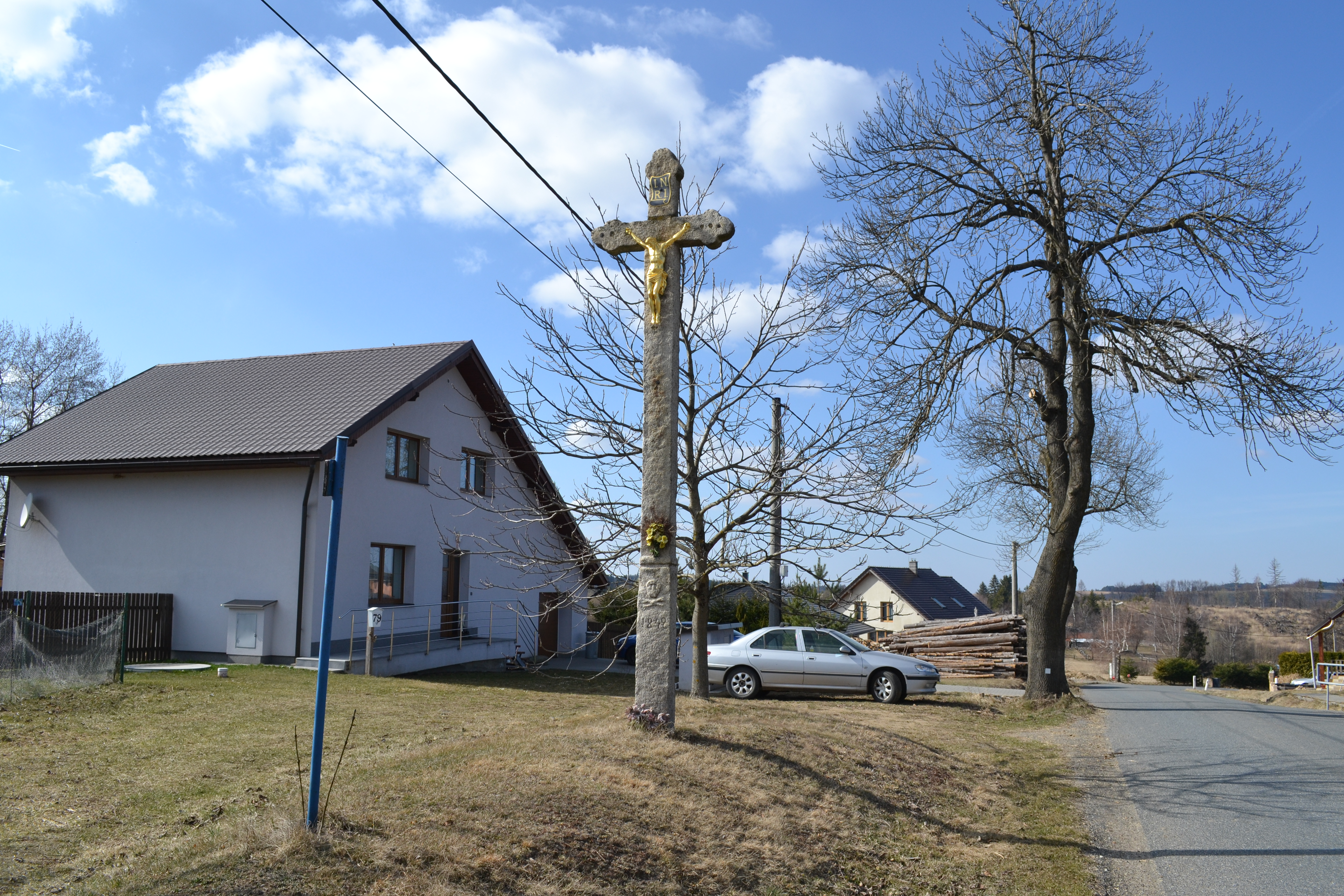
kříž z roku 1849
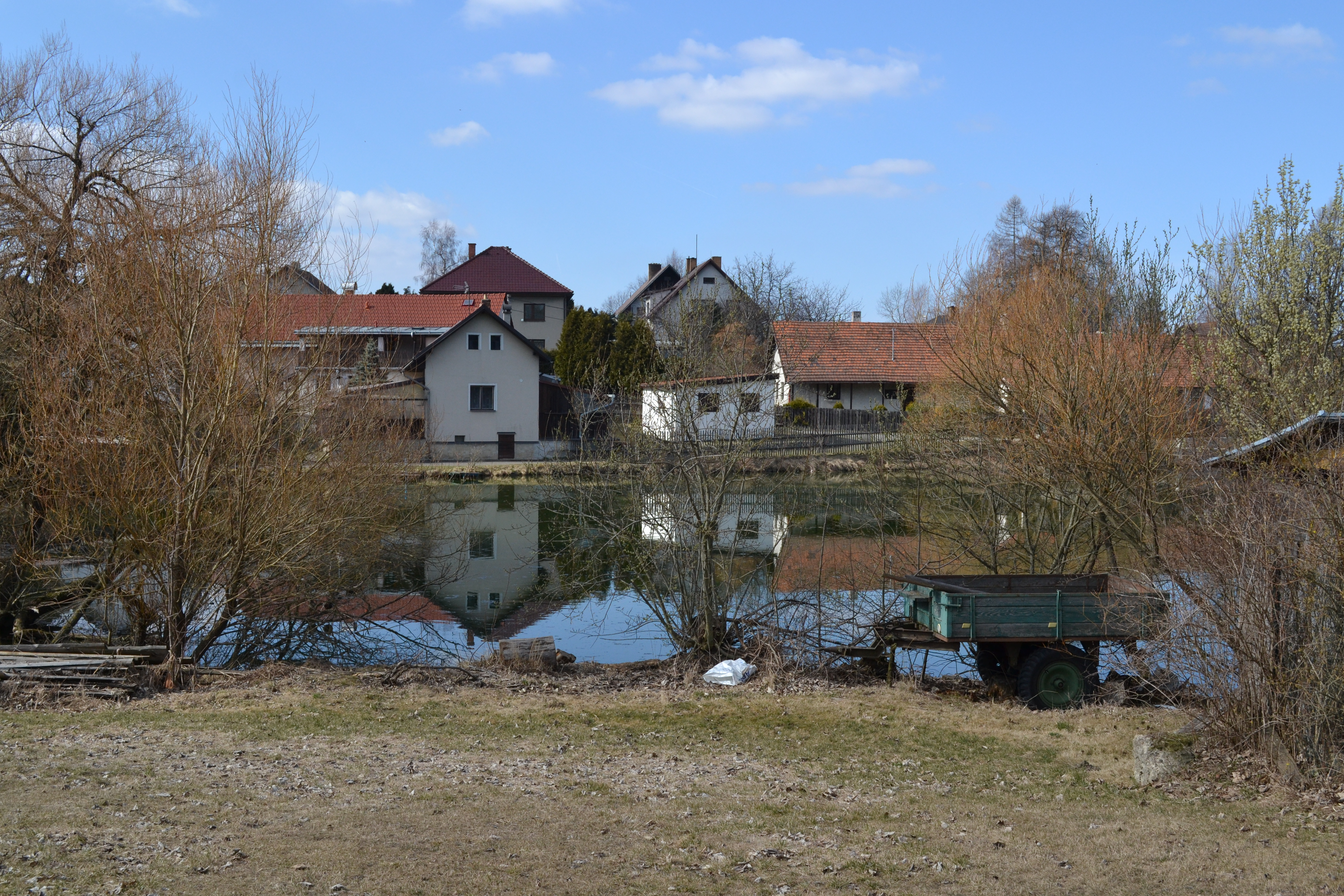
Vraný rybník